# Efecto IA
El efecto IA se produce cuando aquellas personas ajenas al tema descartan el comportamiento de un programa de inteligencia artificial con el argumento de que no es inteligente.
Pamela McCorduck escribe: "Es parte de la historia del campo de la inteligencia artificial que cada vez que alguien descubre cómo hacer que un equipo haga algo (como jugar bien a las damas chinas o resolver problemas simples pero relativamente informales), existe un coro de críticos que dicen 'eso no es pensar'."  El investigador de IA Rodney Brooks se queja de que "cada vez que descubrimos una parte de ella, deja de ser mágica; decimos, 'Oh, eso es sólo un cálculo'." 

## IA es cualquier cosa que no se ha hecho todavía
Tan pronto como la IA soluciona con éxito un problema, el problema ya no es parte de la IA.
Pamela McCorduck lo llama una "extraña paradoja", en donde "los éxitos prácticos de la IA, programas computacionales que realmente logran comportamiento inteligente, fueron asimilados en cualquier otro dominio de aplicación en donde fueron encontrados para ser útiles y se convirtieron en socios silenciosos junto a otros enfoques para resolver problemas, lo que dejó a los investigadores de IA a tratar sólo con los "fracasos", las nueces duras que todavía no pueden ser quebradas."
Cuando la computadora jugadora de ajedrez de IBM,  Deep Blue, tuvo éxito en derrotar a Garry Kasparov en 1997, la gente se quejó de que sólo había utilizado "métodos de fuerza bruta" y no fue inteligencia. Fred Reed escribe: "esto es un problema que regularmente enfrentan los defensores de la IA: cuando sabemos cómo una máquina hace algo 'inteligente',  deja de considerarse como inteligente. Si yo le ganara al campeón de ajedrez del mundo, me mirarían como altamente brillante." 
Douglas Hofstadter expresa concisamente al efecto IA citando al teorema de Tesler: "La IA es cualquier cosa que no se ha hecho todavía." 
Cuando los problemas aún no han sido formalizados, todavía pueden ser caracterizados por un modelo de computación que incluye computación basada en humanos. La carga computacional de un problema se divide entre un ordenador y un ser humano: una parte se resuelve por ordenador y la otra parte resuelto por humanos. Esta formalización se denomina máquina de Turing asistida por humanos.

## Las aplicaciones de la IA se generalizan
El software y los algoritmos desarrollados por investigadores de IA son integrados en muchas aplicaciones en todo el mundo, sin realmente ser llamadas IA.
Michael Swaine informa "Los avances de la IA no se pregonan como inteligencia artificial estos días, pero a menudo son vistos como avances en algún otro campo'. La IA se ha vuelto más importante conforme se ha vuelto menos llamativa', Patrick Winston dice: "En estos días, es difícil encontrar un gran sistema que no funciona, en parte, debido a ideas desarrolladas o maduradas en el mundo de la IA."
Según Stottler Henke, "los grandes beneficios prácticos de aplicaciones de IA y la existencia de IA en muchos productos de software pasan inadvertidos por muchos, a pesar del uso de técnicas de IA en software ya generalizado. Este es el efecto IA. Mucha gente de marketing no utiliza el término 'inteligencia artificial' incluso cuando los productos de su empresa dependen de algunas técnicas de IA. ¿Por qué no?"
Marvin Minsky escribe: "Esta paradoja resultó del hecho que cada vez que un proyecto de investigación de IA hizo un nuevo descubrimiento útil, ese producto generalmente giró rápidamente para formar una nueva especialidad científica o comercial con su propio nombre distintivo. Estos cambios de nombre llevaron a la gente a preguntarse, ¿Por qué vemos tan poco progreso en el campo central de la inteligencia artificial?" 
Nick Bostrom observa que “un montón de vanguardia IA se ha filtrado en aplicaciones generales, a menudo sin ser llamada IA porque una vez que algo se vuelve bastante útil y común ya no es etiquetado como IA."

## Legado del invierno IA
Muchos investigadores de IA encuentran que pueden conseguir más fondos y vender más software si evitan el nombre manchado de "inteligencia artificial" y en cambio pretender que su trabajo no tiene nada que ver con inteligencia en absoluto. Esto fue especialmente cierto en los años noventa, durante el "invierno IA."
Patty Tascarella escribe: "Algunos creen que la palabra 'robótica' en realidad conlleva a un estigma que perjudica las posibilidades de una empresa en la financiación de un proyecto."

## Guardando un lugar para la humanidad en la parte superior de la escala natural
Michael Kearns sugiere que "las personas, inconscientemente, intentan conservar para sí mismos un papel especial en el universo."
Al descontar la inteligencia artificial, la gente puede seguir sintiéndose única y especial. Kearns argumenta que el cambio en la percepción,  denominado efecto IA, puede atribuirse al misterio  de ser removido del sistema: que el ser capaz de rastrear la causa de eventos implica que sea una forma de automatización más que de inteligencia.
Se ha observado un efecto relacionado en la historia de la cognición animal y en los estudios de la conciencia, donde cada vez que una capacidad antes pensada como excepcionalmente humana es descubierta en animales (por ejemplo la capacidad de hacer herramientas), la importancia de esa capacidad se vuelve obsoleta.
Herbert A. Simon dijo "lo que hizo a la IA diferente fue, que la misma idea despierta un temor real y hostilidad en algunos pechos humanos. Pero eso está bien. Viviremos con eso." 